# Сенсей
Сенсе́й (яп. 先生, досл. «народжений раніше») — шанобливе японське звертання до наставників, учителів, лікарів і загалом людей старших за віком чи положенням. Може вживатися окремо і як додаток до прізвища. В останньому випадку вимовляється після прізвища, наприклад, Кобаясі-сенсей, Йосіда-сенсей тощо.